# المعهد الوطني للصحة العقلية
المعهد الوطني للصحة العقلية  ( Editing National Institute of Mental Health) يرمز له بي ( NIMH ) هو واحد من 27 معهداً ومركزاً يشكلون معاهد الصحة الوطنية الأمريكية ( NIH ). والمعهد الوطني للصحة بدوره، هو وكالة تابعة لوزارة الصحة والخدمات الإنسانية في الولايات المتحدة، وهي الوكالة الرئيسية لحكومة الولايات المتحدة المسؤولة عن البحوث الطبية الحيوية والصحية .
أُسس عام 1949ويوفر قيادة وطنية NIMH هو مشروع بقيمة 1.5 مليار دولار، ويدعم البحوث في مجال الصحة العقلية من خلال المنح للمحققين في المؤسسات والمنظمات في جميع أنحاء الولايات المتحدة ومن خلال جهد البحث الداخلي الخاص بها. مهمة NIMH «هي فهم وعلاج المرض العقلي والوقاية منه عبر أبحاث أساسية عن الدماغ والسلوك، وعبر البحث السريري والوبائي وبحث الخدمات، مما يمهد الطريق للوقاية والشفاء منها». .

## أولويات البحث
حدد NIMH أربعة أهداف إستراتيجية شاملة لنفسه:
- تعزيز اكتشاف في الدماغ والعلوم السلوكية لتشجيع البحوث حول أسباب الاضطرابات النفسية .
- رسم مسارات الأمراض العقلية لتحديد متى وأين وكيف تتدخل .
- تعزيز تأثير الصحة العامة للأبحاث المدعومة من قبل NIMH.[2]

## انظر ايضًا
- معاهد الصحة الوطنية الأمريكية

## روابط خارجية
- الموقع الرسمي
- المعاهد الوطنية للصحة
- وزارة الصحة والخدمات الإنسانية الأمريكية
- إدارة خدمات إساءة استعمال العقاقير والعقاقير (SAMSHA)
- الصحة العقلية: تقرير من الجراح العام 2001
- الثقافة والعِرق والعِرق: ملحق لتقرير الجراح العام
- منظمة الصحة العالمية: دراسة العبء العالمي للأمراض